# 小野寺結衣
小野寺 結衣（おのでら ゆい、1991年8月31日 - ）は、日本の女性タレント。セント・フォース所属。アメリカ合衆国イリノイ州シカゴ出身。身長156cm。血液型O型。長姉は所属事務所のOGで元日本テレビアナウンサーの小野寺麻衣（姉の夫=義理の兄は元プロ野球選手で野球解説者の高橋由伸）。

## 人物
本人曰く、3姉妹の末っ子。
AFSの第54期生で、高校生の頃に1年間アメリカに留学していた。英検2級の資格を有する。チアリーダーの経験があり、USA nationals チアリーディング全国大会とUSA regional チアリーディング東京都大会それぞれで優勝している。趣味はグリーティングカード作り、買い物、ネイルアート、アロマ。
大学では「慶應義塾大学生協学生委員会」に所属し、全国の中でも新入生歓迎イベントでは最大規模と言われる“The Keio Welcome Party 2011”の実行メンバーとして活躍した。
慶應義塾大学総合政策学部在学中の2011年4月から2013年3月までの2年間、『ZIP!』（日本テレビ）にレギュラー出演したが、同番組の木曜・金曜レギュラーだった岩本乃蒼とは同じ大学の同級生である。また、同番組の初代お天気キャスターの佐々木もよことも仲がよく、佐々木が番組を卒業した後も交友を続けている。
2014年3月31日付のブログにおいて、大学卒業とともにデビュー時から所属していたスプラウト社を辞め、一般の社会人になることを表明。この時点でタレント業は無期限休業となる。
2016年8月時点で、スプラウト社の親会社セント・フォースに再びプロフィールが掲載されるようになり、活動再開。
2021年3月29日から『めざまし8』（フジテレビ）の情報キャスター（現在は月・金曜日担当）を担当。同番組のメーンキャスター・フジテレビアナウンサーの永島優美と情報キャスター（金曜日担当）・タレントの横山ルリカとは同年代である。

## 担当番組
- ZIP! （日本テレビ、ZIP!ファミリー、2011年4月1日 - 2013年3月29日[11]、月曜 - 水曜「きょう予報」→「TOP PAGE」担当）
- テレビスポーツ教室「トランポリン」（NHK Eテレ、2012年6月10日・17日 アシスタント）
- ミュージックパトロール チェキラ!（NHKラジオ第1、2013年4月7日 - 9月29日、パーソナリティ）
- カウントダウン E.T（MUSIC ON! TV、2013年7月20日ほか、レポーター）
- はやドキ!（TBSテレビ、2017年4月 - 2021年3月）
- めざまし8（フジテレビ、2021年3月29日 -、情報キャスター）
- 日テレNEWS24（2022年5月4日 -、キャスター）
- 乃木坂46とダンスバトルズ（フジテレビ、2022年10月4日[12] - 2024年3月26日、MC）